# テキサスタワー乱射事件
テキサスタワー乱射事件（テキサスタワーらんしゃじけん、英: University of Texas tower shooting）とは、1966年8月1日にアメリカ合衆国のテキサス大学オースティン校で発生した銃乱射事件である。

## 概要
1966年8月1日正午、元海兵隊員で、テキサス大学の大学院生であるチャールズ・ホイットマンがテキサス大学オースティン校本館時計塔にM1カービン銃、レミントンM700狙撃ライフル等の銃器、立て籠もりのための食料等を持ち込み、受付嬢や見学者を殺害した後に同時計塔展望台に立て籠もり、眼下の人を次々に撃ち始めた。
事件の一報を受けたオースティン警察が出動するも、90mもの高さを利用した射撃に歯が立たず、警察が地下水道からタワーに侵入してチャールズを射殺するまでの96分の間に警察官や一般市民など15名の犠牲者（犯人のチャールズを含まず。当時腎臓を撃たれて重い障害が残り、後に死亡した1名と、被害者の1人の胎内にいた胎児を含めて16名ないし17名とする場合もある）、31名の負傷者を出す等、2007年4月16日にバージニア工科大学銃乱射事件が起きるまで最悪の学校銃乱射事件となった。

## 犯人

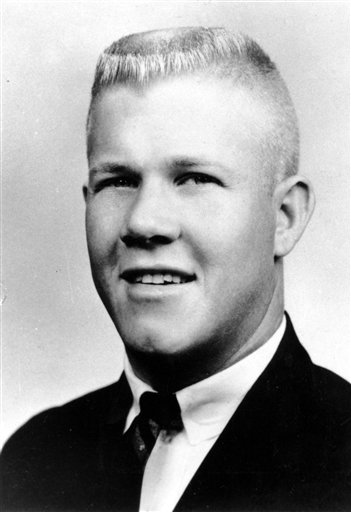
チャールズ・ジョセフ・ホイットマン（1963年）

チャールズ・ジョセフ・ホイットマン（英: Charles Joseph Whitman）は、1941年6月24日、フロリダ州レイクワースにて、母マーガレット・E・ホイットマンと父チャールズ・A・ホイットマンJr.の間に、3人兄弟の長男として生まれた。
父親チャールズ・A・ホイットマンJr.は、ジョージア州サバンナの孤児院で育ち、「たたき上げ（英: self-made man）」を自称していた。チャールズ・A・ホイットマンJr.は、家族をきちんと養う一方で、家族に従順かつ完璧であることを要求し、妻や子供によく家庭内暴力をふるった。また、チャールズ・A・ホイットマンJr.は銃器愛好家でもあった。チャールズ・ジョセフ・ホイットマンたち兄弟は幼い頃から射撃や銃器整備の方法を教えられ、定期的に狩猟に連れて行かれた。
幼少期のチャールズは、礼儀正しく聡明な子供だった。6歳時点の検査で、IQは139と算出された。チャールズの優秀な学業成績は、両親からの期待を集める要因となったが、その期待の裏返しとして、失敗や無気力を理由とした父親からの虐待の原因にもなった。
11歳のときに入団したボーイスカウトアメリカ連盟（BSA）では、当時世界最年少の12歳3ヶ月でボーイスカウト最高位のイーグルスカウトに昇格。高校卒業後に入隊したアメリカ海兵隊では、一級射手（英: sharpshooter）の射撃技能章を獲得。海兵隊での任務終了後は、海軍下士官科学教育プログラム（英: Naval Enlisted Science and Education Program、NESEP）の奨学金に応募し、メリーランド州の予備学校を経て、テキサス大学オースティン校に編入することが認められた。
事件当時は犯行の舞台となったテキサス大学で建築学を学ぶ大学院生であった。性格は穏やかで快活。冗談がうまく、子供好きで、誰にでも愛想が良く、「模範的なアメリカの好青年」であったといわれている。大学へは1961年に入学し、当初は海軍下士官科学教育プログラム (英: Naval Enlisted Science Education Program) で奨学金を得ていた。妻に出会い、結婚したのは在学中のことだった。しかし、学業は順風満帆とはいかなかった。ギャンブルにのめりこみ、成績も悪かった。1963年には奨学金受給資格を失った。
1966年、両親が離婚したころから発作的な暴力衝動や激しい頭痛に悩まされるようになり、カウンセリングを受けている。事件に先立ち「悲しませたくないから」という理由で妻と母を殺害、死後に自分を解剖をするよう希望する遺書を遺している。また、この遺書には、父親に対する憎悪の念が生々しく記されていた。他に、父親と弟に宛てた遺書も残されているが、父親宛ての遺書は現在も公表されていない。事件後、実際に解剖が行われ、脳の視床下部の部分からくるみ大の腫瘍が発見された。この腫瘍が脳の扁桃核を圧迫し、暴力衝動を誘発していたとも考えられたが、事件へどの程度影響したかや、事件の詳しい動機などはよくわかっていない。

## 事件の経過

### 母と妻の殺害
8月1日の午前0時から午前3時ごろ、ホイットマンは母のマーガレット・ホイットマン (英: Margaret Whitman) と、妻のキャサリーン・ライスナー・ホイットマン (英: Kathleen Leissner Whitman) を殺害した。残した書置きによれば、ホイットマンは母と妻を愛していたが、後に辱めを受けることのないように2人を殺害したという。
その後の午前中、ホイットマンは台車を借り、銀行で250ドル (2023年時点の$2,300と同等) の不渡り小切手を現金に換えた。それから車でホームセンターに向かい、30口径のユニバーサルM1カービン、弾倉を追加で2つ、弾薬を8箱購入した。レジ係にはイノシシの狩猟のためと伝えた。銃販売店ではカービン弾の弾倉をさらに4つ、弾薬を6箱、缶入りの銃洗浄液を購入した。シアーズでは12ゲージのシアーズ・モデル60半自動散弾銃を購入し、その後に帰宅した。
その後、ホイットマンはトランクに狩猟用のボルトアクションライフルであるレミントンM700、35口径のポンプアクションライフル、M1カービン、ルガーP08、ガレシ・ブレシア、S&W M19、散弾銃 (銃身と銃床を切り落としたもの)、700発を超える弾薬を入れた。他にも、パック詰めの食物やコーヒー、ビタミン剤、デキセドリン (興奮剤)、エキセドリン (鎮痛剤)、耳栓、水差し、マッチ、ライターの燃料、ロープ、双眼鏡、鉈、ナイフ3本、トランジスタラジオ、トイレットペーパー、剃刀、防臭剤も詰め込んだ。また、シャツとジーンズの上にカーキ色のつなぎを身に着けた。

### キャンパスへの侵入

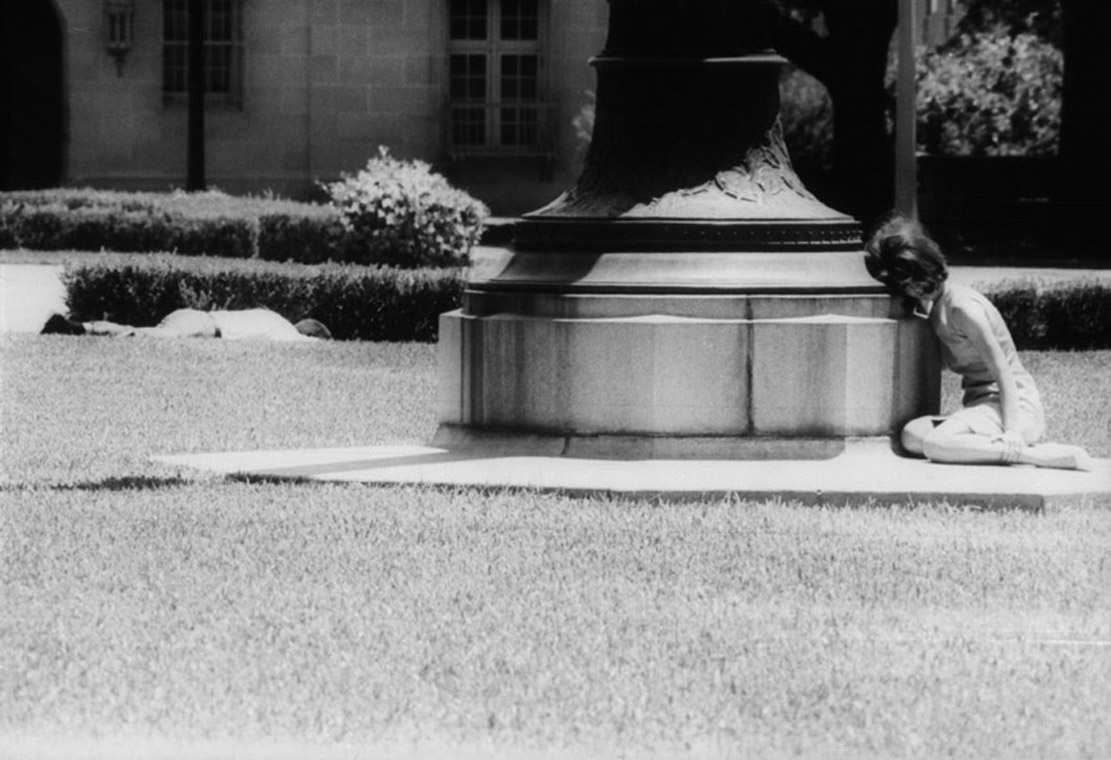
シャーロット・ダレショリが旗立ての後ろに避難している。垣根のそばでは負傷した学生が横たわっている。

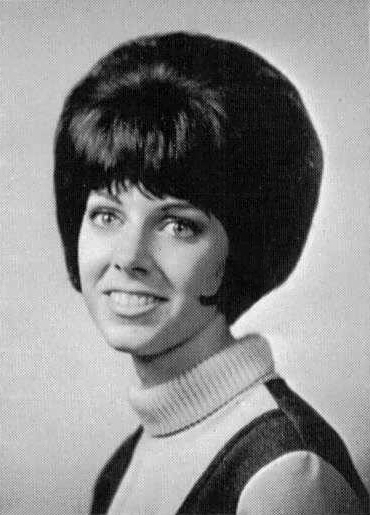
殺害されたカレン・グリフィスは当時17歳だった。

午前11時25分ごろ、ホイットマンはテキサス大学オースティン校に到着した。偽のリサーチアシスタントのIDを見せて駐車の許可を得ていた。ホイットマンは荷物を運びながら大学の本館 (英: Main Building) へ向かった。本館に入ったところ、エレベータが稼働していなかった。係員のヴェラ・パーマー (英: Vera Palmer) がエレベータを起動すると、ホイットマンは次のような感謝の言葉を繰り返し述べたという。"Thank you ma'am." (直訳すると「ありがとう、お嬢さん」) "You don't know how happy that makes me." (直訳すると「どれほど嬉しかったことか」)
ホイットマンは27階でエレベータを出ると、台車と荷物を持って階段と廊下を進み、展望デッキの近くの部屋に向かった。そこには受付係のエドナ・タウンスレーがいた。

### 被害者
| 氏名                                                                    | 年齢 | 性別 | 負傷/死亡 |                                             | |
| ----------------------------------------------------------------------- | ---- | ---- | --------- | ------------------------------------------- | --- |
| エドナ・エリザベス・タウンスレー (英: Edna Elizabeth Townsley)          | 51   | 女性 | 死亡      | 展望デッキの受付係                          | タウンスレーはホイットマンに殴られて床に倒れ伏し、後頭部をライフルの銃床で叩き割られ、さらに左目の上の辺りを殴られた。それから、引きずられて長椅子の後ろに置かれた。 そのころ、シェリル・ボッツ (英: Cheryl Botts) とドン・ウォールデン (英: Don Walden) の2人組が展望デッキから受付エリアに足を踏み入れた。そのとき、ウォールデンが銃を持った男の存在に気が付いた。ウォールデンは展望デッキで鳩を撃つつもりだろうと思った。2人がエレベータへ向かう道すがら、ホイットマンは微笑んで会話した。その後、ホイットマンは机を押し出して、階段からの受付への出入り口を塞いだ。 M・J・ガボー (英: M.J. Gabour) とその妻のメアリー・フランシス・ガボー、そして息子のマイクとマークは、M・Jの姉妹のマーガレット・ランポートとその夫のウィリアム・ランポート (英: William Lamport) に会いにオースティンを訪れたところだった。午前11時45分ごろ、彼らは27階から階段を上り、受付への入口を塞ぐ机に出くわした。マイクとマークが机を押しのけて通り抜けようとすると、ホイットマンが現れて散弾銃を撃った。銃弾はマイクの肩とマークの頭部に命中した。さらにホイットマンは階段の上から銃撃した。弾丸がマーガレットとメアリー・フランシスに当たった。階段のさらに下の方にいたM・Jとウィリアムは銃撃を受けずに済み、マイクの声に応じて救援を求めに行った。その後、ホイットマンはタウンスレーの頭を撃つと、受付エリアを出て展望デッキへ向かった。 マイクは負傷により空軍の訓練を終えることができなくなった。メアリー・フランシスは首から下に麻痺が残り、法律上盲目（法的盲）の状態となった |
| マイク・ガボー (英: Mike Gabour)                                        | 19   | 男性 | 負傷      | 空軍士官学校生徒                            | タウンスレーはホイットマンに殴られて床に倒れ伏し、後頭部をライフルの銃床で叩き割られ、さらに左目の上の辺りを殴られた。それから、引きずられて長椅子の後ろに置かれた。 そのころ、シェリル・ボッツ (英: Cheryl Botts) とドン・ウォールデン (英: Don Walden) の2人組が展望デッキから受付エリアに足を踏み入れた。そのとき、ウォールデンが銃を持った男の存在に気が付いた。ウォールデンは展望デッキで鳩を撃つつもりだろうと思った。2人がエレベータへ向かう道すがら、ホイットマンは微笑んで会話した。その後、ホイットマンは机を押し出して、階段からの受付への出入り口を塞いだ。 M・J・ガボー (英: M.J. Gabour) とその妻のメアリー・フランシス・ガボー、そして息子のマイクとマークは、M・Jの姉妹のマーガレット・ランポートとその夫のウィリアム・ランポート (英: William Lamport) に会いにオースティンを訪れたところだった。午前11時45分ごろ、彼らは27階から階段を上り、受付への入口を塞ぐ机に出くわした。マイクとマークが机を押しのけて通り抜けようとすると、ホイットマンが現れて散弾銃を撃った。銃弾はマイクの肩とマークの頭部に命中した。さらにホイットマンは階段の上から銃撃した。弾丸がマーガレットとメアリー・フランシスに当たった。階段のさらに下の方にいたM・Jとウィリアムは銃撃を受けずに済み、マイクの声に応じて救援を求めに行った。その後、ホイットマンはタウンスレーの頭を撃つと、受付エリアを出て展望デッキへ向かった。 マイクは負傷により空軍の訓練を終えることができなくなった。メアリー・フランシスは首から下に麻痺が残り、法律上盲目（法的盲）の状態となった |
| マーティン・"マーク"・ガボー (英: Martin "Mark" Gabour)                 | 16   | 男性 | 死亡      | 高校生                                      | タウンスレーはホイットマンに殴られて床に倒れ伏し、後頭部をライフルの銃床で叩き割られ、さらに左目の上の辺りを殴られた。それから、引きずられて長椅子の後ろに置かれた。 そのころ、シェリル・ボッツ (英: Cheryl Botts) とドン・ウォールデン (英: Don Walden) の2人組が展望デッキから受付エリアに足を踏み入れた。そのとき、ウォールデンが銃を持った男の存在に気が付いた。ウォールデンは展望デッキで鳩を撃つつもりだろうと思った。2人がエレベータへ向かう道すがら、ホイットマンは微笑んで会話した。その後、ホイットマンは机を押し出して、階段からの受付への出入り口を塞いだ。 M・J・ガボー (英: M.J. Gabour) とその妻のメアリー・フランシス・ガボー、そして息子のマイクとマークは、M・Jの姉妹のマーガレット・ランポートとその夫のウィリアム・ランポート (英: William Lamport) に会いにオースティンを訪れたところだった。午前11時45分ごろ、彼らは27階から階段を上り、受付への入口を塞ぐ机に出くわした。マイクとマークが机を押しのけて通り抜けようとすると、ホイットマンが現れて散弾銃を撃った。銃弾はマイクの肩とマークの頭部に命中した。さらにホイットマンは階段の上から銃撃した。弾丸がマーガレットとメアリー・フランシスに当たった。階段のさらに下の方にいたM・Jとウィリアムは銃撃を受けずに済み、マイクの声に応じて救援を求めに行った。その後、ホイットマンはタウンスレーの頭を撃つと、受付エリアを出て展望デッキへ向かった。 マイクは負傷により空軍の訓練を終えることができなくなった。メアリー・フランシスは首から下に麻痺が残り、法律上盲目（法的盲）の状態となった |
| マーガレット・ランポート (英: Marguerite Lamport)                       | 56   | 女性 | 死亡      |                                             | タウンスレーはホイットマンに殴られて床に倒れ伏し、後頭部をライフルの銃床で叩き割られ、さらに左目の上の辺りを殴られた。それから、引きずられて長椅子の後ろに置かれた。 そのころ、シェリル・ボッツ (英: Cheryl Botts) とドン・ウォールデン (英: Don Walden) の2人組が展望デッキから受付エリアに足を踏み入れた。そのとき、ウォールデンが銃を持った男の存在に気が付いた。ウォールデンは展望デッキで鳩を撃つつもりだろうと思った。2人がエレベータへ向かう道すがら、ホイットマンは微笑んで会話した。その後、ホイットマンは机を押し出して、階段からの受付への出入り口を塞いだ。 M・J・ガボー (英: M.J. Gabour) とその妻のメアリー・フランシス・ガボー、そして息子のマイクとマークは、M・Jの姉妹のマーガレット・ランポートとその夫のウィリアム・ランポート (英: William Lamport) に会いにオースティンを訪れたところだった。午前11時45分ごろ、彼らは27階から階段を上り、受付への入口を塞ぐ机に出くわした。マイクとマークが机を押しのけて通り抜けようとすると、ホイットマンが現れて散弾銃を撃った。銃弾はマイクの肩とマークの頭部に命中した。さらにホイットマンは階段の上から銃撃した。弾丸がマーガレットとメアリー・フランシスに当たった。階段のさらに下の方にいたM・Jとウィリアムは銃撃を受けずに済み、マイクの声に応じて救援を求めに行った。その後、ホイットマンはタウンスレーの頭を撃つと、受付エリアを出て展望デッキへ向かった。 マイクは負傷により空軍の訓練を終えることができなくなった。メアリー・フランシスは首から下に麻痺が残り、法律上盲目（法的盲）の状態となった |
| メアリー・フランシス・ガボー (英: Mary Frances Gabour)                  | 41   | 女性 | 負傷      |                                             | タウンスレーはホイットマンに殴られて床に倒れ伏し、後頭部をライフルの銃床で叩き割られ、さらに左目の上の辺りを殴られた。それから、引きずられて長椅子の後ろに置かれた。 そのころ、シェリル・ボッツ (英: Cheryl Botts) とドン・ウォールデン (英: Don Walden) の2人組が展望デッキから受付エリアに足を踏み入れた。そのとき、ウォールデンが銃を持った男の存在に気が付いた。ウォールデンは展望デッキで鳩を撃つつもりだろうと思った。2人がエレベータへ向かう道すがら、ホイットマンは微笑んで会話した。その後、ホイットマンは机を押し出して、階段からの受付への出入り口を塞いだ。 M・J・ガボー (英: M.J. Gabour) とその妻のメアリー・フランシス・ガボー、そして息子のマイクとマークは、M・Jの姉妹のマーガレット・ランポートとその夫のウィリアム・ランポート (英: William Lamport) に会いにオースティンを訪れたところだった。午前11時45分ごろ、彼らは27階から階段を上り、受付への入口を塞ぐ机に出くわした。マイクとマークが机を押しのけて通り抜けようとすると、ホイットマンが現れて散弾銃を撃った。銃弾はマイクの肩とマークの頭部に命中した。さらにホイットマンは階段の上から銃撃した。弾丸がマーガレットとメアリー・フランシスに当たった。階段のさらに下の方にいたM・Jとウィリアムは銃撃を受けずに済み、マイクの声に応じて救援を求めに行った。その後、ホイットマンはタウンスレーの頭を撃つと、受付エリアを出て展望デッキへ向かった。 マイクは負傷により空軍の訓練を終えることができなくなった。メアリー・フランシスは首から下に麻痺が残り、法律上盲目（法的盲）の状態となった |
| クレア・ウィルソン 英: Claire Wilson                                    | 18   | 女性 | 負傷      | 学生                                        | 午前11時48分、ホイットマンは展望デッキから70メートル下の地上に向けて銃撃を開始した。 キャンパスや、グアダルプ・ストリート (英: Guadalupe Street) の「ドラッグ」(英: Drag) と呼ばれる区画 (コーヒーショップや書店、その他学生がたまり場とするような場所がある) にいる人々を狙った。 ウィルソンはホイットマンに時計塔から撃たれた最初の人物である。ウィルソンとエクマンは学生会館 (英: Student Union) から出てきたところだった。当時、ウィルソンは妊娠8か月だった。午前11時47分、銃弾がウイルソンの腹部に命中した。お腹の中の胎児は死亡した。エクマンはウィルソンを助けに行こうとしたが、胸を撃たれて即死した。通りすがりのリタ・スターパターン (英: Rita Starpattern) はウィルソンの隣で横たわり、1時間もの間、ウィルソンを元気づけた。ウィルソンはそのおかげで意識を保つことができた。ホイットマンの銃撃が続く中、ジェームズ・ラヴ (英: James Love)、ジョン・"アートリー"・フォックス (英: John "Artly" Fox) らが避難していた場所から出てきて、ウィルソンを安全なところまで運び、エクマンの遺体を回収した。ウィルソンは3か月間入院した。 |
| ウィルソンの子供                                                        |      | 男性 | 死亡      | 胎児                                        | 午前11時48分、ホイットマンは展望デッキから70メートル下の地上に向けて銃撃を開始した。 キャンパスや、グアダルプ・ストリート (英: Guadalupe Street) の「ドラッグ」(英: Drag) と呼ばれる区画 (コーヒーショップや書店、その他学生がたまり場とするような場所がある) にいる人々を狙った。 ウィルソンはホイットマンに時計塔から撃たれた最初の人物である。ウィルソンとエクマンは学生会館 (英: Student Union) から出てきたところだった。当時、ウィルソンは妊娠8か月だった。午前11時47分、銃弾がウイルソンの腹部に命中した。お腹の中の胎児は死亡した。エクマンはウィルソンを助けに行こうとしたが、胸を撃たれて即死した。通りすがりのリタ・スターパターン (英: Rita Starpattern) はウィルソンの隣で横たわり、1時間もの間、ウィルソンを元気づけた。ウィルソンはそのおかげで意識を保つことができた。ホイットマンの銃撃が続く中、ジェームズ・ラヴ (英: James Love)、ジョン・"アートリー"・フォックス (英: John "Artly" Fox) らが避難していた場所から出てきて、ウィルソンを安全なところまで運び、エクマンの遺体を回収した。ウィルソンは3か月間入院した。 |
| トーマス・フレデリック・エクマン (英: Thomas Frederick Eckman)          | 18   | 男性 | 死亡      | 学生                                        | 午前11時48分、ホイットマンは展望デッキから70メートル下の地上に向けて銃撃を開始した。 キャンパスや、グアダルプ・ストリート (英: Guadalupe Street) の「ドラッグ」(英: Drag) と呼ばれる区画 (コーヒーショップや書店、その他学生がたまり場とするような場所がある) にいる人々を狙った。 ウィルソンはホイットマンに時計塔から撃たれた最初の人物である。ウィルソンとエクマンは学生会館 (英: Student Union) から出てきたところだった。当時、ウィルソンは妊娠8か月だった。午前11時47分、銃弾がウイルソンの腹部に命中した。お腹の中の胎児は死亡した。エクマンはウィルソンを助けに行こうとしたが、胸を撃たれて即死した。通りすがりのリタ・スターパターン (英: Rita Starpattern) はウィルソンの隣で横たわり、1時間もの間、ウィルソンを元気づけた。ウィルソンはそのおかげで意識を保つことができた。ホイットマンの銃撃が続く中、ジェームズ・ラヴ (英: James Love)、ジョン・"アートリー"・フォックス (英: John "Artly" Fox) らが避難していた場所から出てきて、ウィルソンを安全なところまで運び、エクマンの遺体を回収した。ウィルソンは3か月間入院した。 |
| ロバート・ハミルトン・ボイヤー (英: Robert Hamilton Boyer)              | 33   | 男性 | 死亡      | 数学者 (ボイヤー・リンキスト座標で知られる) | ボイヤーは時計塔から撃たれた3番目の人物である。ボイヤーは背中の下部を撃たれた。次いで、ハフマンが腕を撃たれ、地面に倒れて死んだふりをした。銃撃の最中、秘書のシャーロット・ダレショリ (英: Charlotte Darehshori) はボイヤーとハフマンを助けに向かった。ダレショリはコンクリート製の旗立ての後ろに1時間30分ほど隠れ続け、負傷せずに済んだ。 |
| デヴェロー・"メートランド"・ハフマン (英: Devereaux "Maitland" Huffman) | 31   | 男性 | 負傷      | 博士課程の学生                              | ボイヤーは時計塔から撃たれた3番目の人物である。ボイヤーは背中の下部を撃たれた。次いで、ハフマンが腕を撃たれ、地面に倒れて死んだふりをした。銃撃の最中、秘書のシャーロット・ダレショリ (英: Charlotte Darehshori) はボイヤーとハフマンを助けに向かった。ダレショリはコンクリート製の旗立ての後ろに1時間30分ほど隠れ続け、負傷せずに済んだ。 |
| デービッド・マットソン (英: David Mattson)                              | 22   | 男性 | 負傷      | 平和部隊のボランティア                      | マットソン、エルク、ハーマンは昼食をとろうと歩いていたところだった。弾丸がマットソンの手首の一部を吹き飛ばした。エルクは遮蔽を出てマットソンを安全なところに連れて行こうとしたが、そのときに腕に榴散弾が、脚に弾丸が当たった。ケリーはマットソン、エルク、ハーマンを助けて自分の店に避難させようとしたときに脚を撃たれた。アシュトンはマットソン、エルクの2人と一緒に昼食をとろうとしていた矢先に胸を撃たれた。 |
| ローランド・エルク (英: Roland Ehlke)                                   | 21   | 男性 | 負傷      | 平和部隊のボランティア                      | マットソン、エルク、ハーマンは昼食をとろうと歩いていたところだった。弾丸がマットソンの手首の一部を吹き飛ばした。エルクは遮蔽を出てマットソンを安全なところに連れて行こうとしたが、そのときに腕に榴散弾が、脚に弾丸が当たった。ケリーはマットソン、エルク、ハーマンを助けて自分の店に避難させようとしたときに脚を撃たれた。アシュトンはマットソン、エルクの2人と一緒に昼食をとろうとしていた矢先に胸を撃たれた。 |
| トム・ハーマン (英: Tom Herman)                                         | 21   | 男性 | 負傷      | 平和部隊のボランティア                      | マットソン、エルク、ハーマンは昼食をとろうと歩いていたところだった。弾丸がマットソンの手首の一部を吹き飛ばした。エルクは遮蔽を出てマットソンを安全なところに連れて行こうとしたが、そのときに腕に榴散弾が、脚に弾丸が当たった。ケリーはマットソン、エルク、ハーマンを助けて自分の店に避難させようとしたときに脚を撃たれた。アシュトンはマットソン、エルクの2人と一緒に昼食をとろうとしていた矢先に胸を撃たれた。 |
| トーマス・アクイナス・アシュトン (英: Thomas Aquinas Ashton)            | 22   | 男性 | 死亡      | 平和部隊のボランティア                      | マットソン、エルク、ハーマンは昼食をとろうと歩いていたところだった。弾丸がマットソンの手首の一部を吹き飛ばした。エルクは遮蔽を出てマットソンを安全なところに連れて行こうとしたが、そのときに腕に榴散弾が、脚に弾丸が当たった。ケリーはマットソン、エルク、ハーマンを助けて自分の店に避難させようとしたときに脚を撃たれた。アシュトンはマットソン、エルクの2人と一緒に昼食をとろうとしていた矢先に胸を撃たれた。 |
| ホーマー・J・ケリー (英: Homer J. Kelley)                               | 64   | 男性 | 負傷      | 店主                                        | マットソン、エルク、ハーマンは昼食をとろうと歩いていたところだった。弾丸がマットソンの手首の一部を吹き飛ばした。エルクは遮蔽を出てマットソンを安全なところに連れて行こうとしたが、そのときに腕に榴散弾が、脚に弾丸が当たった。ケリーはマットソン、エルク、ハーマンを助けて自分の店に避難させようとしたときに脚を撃たれた。アシュトンはマットソン、エルクの2人と一緒に昼食をとろうとしていた矢先に胸を撃たれた。 |
| ナンシー・ハーヴェイ (英: Nancy Harvey)                                 | 21   | 女性 | 負傷      | 学生                                        | ハーヴェイとエヴガニデスは昼食をとりに時計塔から出たところだった。2人は銃声を聞き、時計塔の中に逃げ戻った。守衛から時計塔から出た方が安全だと言われ、時計塔から出たところ、ハーヴェイは塔から100メートル弱のところで尻を撃たれた。さらに、その跳弾がエヴガニデスの左脚にも当たった。 |
| エレン・エヴガニデス (英: Ellen Evganides )                             | 26   | 女性 | 負傷      | テキサス大学の職員                          | ハーヴェイとエヴガニデスは昼食をとりに時計塔から出たところだった。2人は銃声を聞き、時計塔の中に逃げ戻った。守衛から時計塔から出た方が安全だと言われ、時計塔から出たところ、ハーヴェイは塔から100メートル弱のところで尻を撃たれた。さらに、その跳弾がエヴガニデスの左脚にも当たった。 |
| アレック・エルナンデス (英: Aleck Hernandez)                            | 17   | 男性 | 負傷      | 高校生                                      | 午前11時45分ごろ、ウェスト・モール (英: West Mall) 出入口の近くで新聞を配りに自転車に乗っていたエルナンデスは脚を撃たれた。それから間もなく、グリフィスは肩と胸を撃たれた。弾丸は右の肺を貫通した。グリフィスは7日後に死亡した。カーはグリフィスを助けようとしたところ、脊柱を撃たれ、およそ1時間後に死亡した。 |
| カレン・グリフィス (英: Karen Griffith)                                 | 17   | 女性 | 死亡      | 高校生                                      | 午前11時45分ごろ、ウェスト・モール (英: West Mall) 出入口の近くで新聞を配りに自転車に乗っていたエルナンデスは脚を撃たれた。それから間もなく、グリフィスは肩と胸を撃たれた。弾丸は右の肺を貫通した。グリフィスは7日後に死亡した。カーはグリフィスを助けようとしたところ、脊柱を撃たれ、およそ1時間後に死亡した。 |
| トマス・レイ・カー (英: Thomas Ray Karr)                                | 24   | 男性 | 死亡      | 学生                                        | 午前11時45分ごろ、ウェスト・モール (英: West Mall) 出入口の近くで新聞を配りに自転車に乗っていたエルナンデスは脚を撃たれた。それから間もなく、グリフィスは肩と胸を撃たれた。弾丸は右の肺を貫通した。グリフィスは7日後に死亡した。カーはグリフィスを助けようとしたところ、脊柱を撃たれ、およそ1時間後に死亡した。 |
| デーヴィッド・ヒューバート・ガンビー 英: David Hubert Gunby             | 23   | 男性 | 死亡      | 学生                                        | 午前11時55分ごろ、ガンビーは忘れた本をとりに図書館に戻るところだった。銃弾が左上腕から腹部を侵入し、小腸を切り裂いた。 リトルフィールド夫妻は結婚してからほんの9日目だった。時計塔を出たところをブレンダが尻を撃たれた。エイドリアンはブレンダにかぶさるように身を屈めたときに背中を撃たれた。しばらく後、3人は負傷者の救助用に用意された現金輸送車により救助された。 手術の最中、ガンビーには機能する腎臓が元から1つしかなく、その腎臓がひどく損傷してしまっていることが判明した。ガンビーは多大な苦痛の中で余生を過ごした。2001年、透析を停止してから1週間後に死亡した。ガンビーの死は公式に殺人によるものと認定された。 |
| ブレンダ・リトルフィールド (英: Brenda Littlefield)                     | 18   | 女性 | 負傷      |                                             | 午前11時55分ごろ、ガンビーは忘れた本をとりに図書館に戻るところだった。銃弾が左上腕から腹部を侵入し、小腸を切り裂いた。 リトルフィールド夫妻は結婚してからほんの9日目だった。時計塔を出たところをブレンダが尻を撃たれた。エイドリアンはブレンダにかぶさるように身を屈めたときに背中を撃たれた。しばらく後、3人は負傷者の救助用に用意された現金輸送車により救助された。 手術の最中、ガンビーには機能する腎臓が元から1つしかなく、その腎臓がひどく損傷してしまっていることが判明した。ガンビーは多大な苦痛の中で余生を過ごした。2001年、透析を停止してから1週間後に死亡した。ガンビーの死は公式に殺人によるものと認定された。 |
| エイドリアン・リトルフィールド (英: Adrian Littlefield)                 | 19   | 男性 | 負傷      |                                             | 午前11時55分ごろ、ガンビーは忘れた本をとりに図書館に戻るところだった。銃弾が左上腕から腹部を侵入し、小腸を切り裂いた。 リトルフィールド夫妻は結婚してからほんの9日目だった。時計塔を出たところをブレンダが尻を撃たれた。エイドリアンはブレンダにかぶさるように身を屈めたときに背中を撃たれた。しばらく後、3人は負傷者の救助用に用意された現金輸送車により救助された。 手術の最中、ガンビーには機能する腎臓が元から1つしかなく、その腎臓がひどく損傷してしまっていることが判明した。ガンビーは多大な苦痛の中で余生を過ごした。2001年、透析を停止してから1週間後に死亡した。ガンビーの死は公式に殺人によるものと認定された。 |
| クラウディア・ラット 英: Claudia Rutt                                   | 18   | 女性 | 死亡      |                                             | ラットとそのボーイフレンドのソンタグが銃声を耳にしたのは、友人のウィーラーに出会ったときのことだった。3人は工事用バリケードの後ろに隠れた。しかし、ソンタグが不意に立ち上がったときに、口の中を撃たれて即死した。ラットはソンタグに手を伸ばそうとし、ウィーラーはそれを止めようとしたが、銃弾がウィーラーの左手を貫通し、ラットの胸に命中した。ソンタグの祖父はKTBCのニュース番組のディレクターであるポール・ボルトン (英: Paul Bolton) だった。ボルトンはその日の放送で被害者の名前が挙げられたときに孫の死を知った。 |
| ポール・ボルトン・ソンタグ (英: Paul Bolton Sonntag)                    | 18   | 男性 | 死亡      |                                             | ラットとそのボーイフレンドのソンタグが銃声を耳にしたのは、友人のウィーラーに出会ったときのことだった。3人は工事用バリケードの後ろに隠れた。しかし、ソンタグが不意に立ち上がったときに、口の中を撃たれて即死した。ラットはソンタグに手を伸ばそうとし、ウィーラーはそれを止めようとしたが、銃弾がウィーラーの左手を貫通し、ラットの胸に命中した。ソンタグの祖父はKTBCのニュース番組のディレクターであるポール・ボルトン (英: Paul Bolton) だった。ボルトンはその日の放送で被害者の名前が挙げられたときに孫の死を知った。 |
| カーラ・スー・ウィーラー (英: Carla Sue Wheeler)                        | 18   | 女性 | 負傷      | 学生                                        | ラットとそのボーイフレンドのソンタグが銃声を耳にしたのは、友人のウィーラーに出会ったときのことだった。3人は工事用バリケードの後ろに隠れた。しかし、ソンタグが不意に立ち上がったときに、口の中を撃たれて即死した。ラットはソンタグに手を伸ばそうとし、ウィーラーはそれを止めようとしたが、銃弾がウィーラーの左手を貫通し、ラットの胸に命中した。ソンタグの祖父はKTBCのニュース番組のディレクターであるポール・ボルトン (英: Paul Bolton) だった。ボルトンはその日の放送で被害者の名前が挙げられたときに孫の死を知った。 |
| ロイ・デル・シュミット (英: Roy Dell Schmidt)                           | 29   | 男性 | 死亡      | 電気技師                                    | シュミットは他の人と一緒に、時計塔から500メートル弱離れた場所で、自分の車の陰に隠れていた。およそ30分後、シュミットらは射程から外れていると考えて立ち上がったが、即座に撃たれた。弾丸はシュミットの腹部に命中した。シュミットは塔から最も離れた場所で殺害された人物である。 |
| ビリー・ポール・スピード (英: Billy Paul Speed)                         | 24   | 男性 | 死亡      | 警察官                                      | 午後12時8分、スピードは別の警察官らと一緒に、サウスモール (英: South Mall) の装飾的なバラスターを遮蔽にしていたが、隙間を抜けた銃弾に当たった。病院に搬送されてから間もなく死亡した。 |
| ハリー・ウォルチュク (英: Harry Walchuk)                                | 38   | 男性 | 死亡      | 博士課程の学生                              | 午後12時ごろ、ウォルチュクはグアダルプの雑誌店から出てきたところを撃たれ、胸に銃弾が命中した。 |
| ビリー・スノーデン (英: Billy Snowden)                                  | 35   | 男性 | 負傷      | バスケットボールのコーチ                    | スノーデンは理髪店の戸口にいたときに肩を撃たれた。射程外にいたとされている。塔から500メートル以上離れた地点であり、被害者の中で最も時計塔から離れた場所にいた人物だった。 |
| サンドラ・ウイルソン (英: Sandra Wilson)                                | 21   | 女性 | 負傷      | 学生                                        | ウイルソンはグアダルプ・ストリートにいたときに胸を撃たれた。 |
| アブドゥル・キャシャブ (英: Abdul Khashab)                              | 26   | 男性 | 負傷      | 学生                                        | キャシャブはイラクからの交換留学生であり、パウロスはそのフィアンセだった。2人はグアダルプ・ストリートと24番ストリートの近くにいたところを撃たれた。 |
| ジャネット・パウロス (英: Janet Paulos)                                 | 20   | 女性 | 負傷      | 学生                                        | キャシャブはイラクからの交換留学生であり、パウロスはそのフィアンセだった。2人はグアダルプ・ストリートと24番ストリートの近くにいたところを撃たれた。 |
| ラナ・フィリップス (英: Lana Phillips)                                  | 21   | 女性 | 負傷      | 学生                                        | フィリップスは射程外にいたと考えられているが、肩を撃たれた。 |
| オスカー・ロイヴェラ (英: Oscar Royvela)                                | 21   | 男性 | 負傷      | 学生                                        | ロイヴェラとそのガールフレンドのガルシアはホッグ講堂 (英: Hogg Auditorium) の近くで撃たれた。学生のジャック・スティーブンズ (英: Jack Stephens) とジャック・ペニントン (英: Jack Pennington) の2人に安全なところへ運んでもらった。 |
| イルマ・ガルシア (英: Irma Garcia)                                      | 21   | 女性 | 負傷      | 学生                                        | ロイヴェラとそのガールフレンドのガルシアはホッグ講堂 (英: Hogg Auditorium) の近くで撃たれた。学生のジャック・スティーブンズ (英: Jack Stephens) とジャック・ペニントン (英: Jack Pennington) の2人に安全なところへ運んでもらった。 |
| アヴェリーノ・エスパルザ (英: Avelino Esparza)                          | 26   | 男性 | 負傷      | 大工                                        | エスパルザは左腕の肩に近い部分を撃たれ、骨が粉砕した。エスパルザの兄弟とおじが安全なところまで運んだ。 |
| ロバート・ハード (英: Robert Heard)                                     | 36   | 男性 | 負傷      | 記者                                        | ハードは新聞記者であり、海兵隊を退役した人物でもあった。腕を撃たれた。 |
| ジョン・スコット・アレン (英: John Scott Allen)                         | 18   | 男性 | 負傷      | 学生                                        | アレンは学生会館の窓から時計塔を見ていたところだった。弾丸が窓を破り、さらに2発目の銃弾により右前腕の動脈が切断された。 |
| モリス・ホフマン (英: Morris Hohman)                                    | 30   | 男性 | 負傷      | 葬儀屋                                      | ホフマンは仕事用の傷病者搬送車を使って、被害者を病院まで搬送していた。23番ストリートとグアダルプ・ストリートの角で右脚を撃たれた。後に、2人の建設作業員が誰が銃撃の最中に自分を助けに行くか言い争っていたと語った。 |
| F・L・フォスター (英: F.L. Foster)                                      |      | 男性 | 負傷      |                                             | フォスターとフリードはホイットマンと地上の人との間の銃撃戦の最中で負傷した。 |
| ロバート・フレード (英: Robert Frede)                                   | 19   | 男性 | 負傷      |                                             | フォスターとフリードはホイットマンと地上の人との間の銃撃戦の最中で負傷した。 |
| デラ・マルティネス (英: Della Martinez)                                 |      | 女性 | 負傷      |                                             | デラとマリナはメキシコのモンテレイから来ていた。2人とも弾丸の破片で負傷した。 |
| マリナ・マルティネス (英: Marina Martinez)                              |      | 女性 | 負傷      |                                             | デラとマリナはメキシコのモンテレイから来ていた。2人とも弾丸の破片で負傷した。 |
| デローレス・オルテガ (英: Delores Ortega)                               | 30   | 女性 | 負傷      | 学生                                        | オルテガは飛んできたガラス片か銃弾そのもののどちらかを受けて、後頭部に切傷ができた。 |
| C・A・ステュワート (英: C.A. Stewart)                                   |      |      | 負傷      |                                             | ステュワートは銃撃こそ受けなかったが、騒動の最中で負傷した。 |

### 警察の行動
一部の人は、銃声を近くの工事現場の騒音と勘違いした。地面に倒れる人を見て、劇団のパフォーマンスだろうと思った人や反戦を訴える抗議活動だろうと思った人もいた。ある被害者は血を流して倒れていたところを、演技と思われたのか通りすがりの人に叱責されて、起きろと言われた。
状況を把握した人々の中には、自らの危険を顧みずに負傷者を安全なところへ連れて行った人もいた。現金輸送車や地元の葬儀屋からの傷病人搬送車が、負傷者に接近するための手段として利用された。

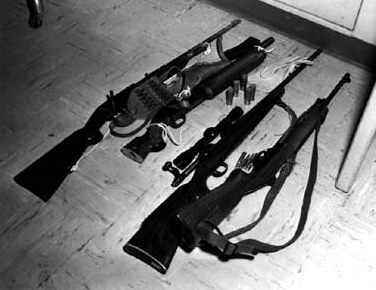
ホイットマンのライフルと、銃身が切り落とされた散弾銃

ホイットマンが時計塔から銃撃を始めてから4分後の午前11時52分、歴史学教授がオースティン警察署に最初の通報を行った。巡査のビリー・スピードは最初に現場に到着した警察官の1人であり、同僚の1人とともにバラスターを遮蔽にした。しかし、ホイットマンの銃弾がバラスターの間の15センチメートルほどの隙間を抜けてスピードに命中した。これによりスピードは死亡した。
警察官のヒューストン・マッコイ (英: Houston McCoy、当時26歳) は無線機から銃撃についての話を聞いた。時計塔への道を探していたところ、学生が助けを求めに現れて、自宅にライフルがあると伝えた。マッコイは学生を車で家まで送り届け、ライフルを借りた。
アラン・クラム (英: Allen Crum、当時40歳) はかつては空軍の尾部銃手であり、事件当時は大学生協の書店の店長だった。通りの向こうで17歳の新聞配達の少年が引きずられているのを見て喧嘩だと思い、やめさせようとした。しかし、少年は撃たれたことを知り、銃声も聞こえたため、通りを歩く人々を危険のない場所へ誘導した。安全に書店に戻ることができなくなったため、時計塔の方へ進んだ。時計塔に着いた後、警察に助力を申し出た。時計塔の中では、公安局のダブ・コーワン (英: Dub Cowan) とオースティン警察のジェリー・デイ (英: Jerry Day) に同行してエレベータに乗った。コーワンはクラムにライフルを渡した。
午後12時ごろ、警察官のラミロ・"レイ"・マルティネス (英: Ramiro "Ray" Martinez) は非番で自宅にいたが、ニュースで事件のことを知った。警察署に電話をすると、キャンパスに行って人々を誘導するように指示を受けた。現場に着くと、既に他の警察官たちが誘導を行っていたため、時計塔に向かった。
時計塔には警察官のチームがいるだろうと思っていたが、27階に着くと、そこにいたのはコーワン、クラム、デイの3人だけだった。
時計塔に向かおうとした警察官たちは、身を隠しつつの遅々とした移動を迫られた。しかし、ヒューストン・マッコイを含む少数の警察官たちが、地下にあるメンテナンス用のトンネルを通じて時計塔に辿り着くことができた。警察官たちや数名の市民は、小火器や狩猟用ライフルを使って地上からの制圧射撃を試みた。ホイットマンは射撃をかわすために身を屈め、展望デッキの壁の根本にあった排水孔から発砲した。軽飛行機に乗った警察の狙撃手はホイットマンに撃ち返されて撃退された。それでも、距離をとって旋回を続けて、ホイットマンの邪魔をしつつ、標的を選ぶ余裕を奪おうとした。
マルティネス、クラム、デイは27階を捜索し、M・J・ガボーを発見した。デイがガボーを移動させた。マルティネスは階段を上って展望デッキへ向かった。クラムはマルティネスを援護したいと強く申し出て、最初は自分が代理になることを買って出た。
受付エリアへ繋がる階段吹抜の下で、マルティネスはマーガレット・ランポート、マーク・ガボー、メアリー・ガボー、マイク・ガボーを発見した。マイク・ガボーは展望デッキの方を指して、犯人がそこにいることを伝えた。
マルティネスが最初に展望デッキに到着した。マルティネスはクラムにドアの元に留まるように伝えた。数分後にマッコイとデイも展望デッキについた。ある時点でクラムがライフルを誤射した。
午後1時24分ごろ、ホイットマンがライフルがどこから発砲されたか探そうと南の方を探していた。一方で、マルティネスとマッコイは展望デッキの北東の角を曲がっていた。マルティネスが躍り出て、ホイットマンの方に向けてリボルバーを発砲したが、すべて外した。マルティネスが発砲しているところを、マッコイが飛び出て、ライトバラストを見ているホイットマンの頭を目撃した。マッコイはライトバラストのてっぺんに向けて撃った。いくつかの散弾がホイットマンの眉間に命中し、ホイットマンは即死した。マッコイは再び発砲し、弾丸はホイットマンの左半身に当たった。マルティネスはマッコイの散弾銃を握り、うつぶせになったホイットマンの元へ走り寄り、ホイットマンの左腕に散弾銃の直射を浴びせた。そのすぐ後に、マルティネスは地上の人々から危うく銃撃を浴びせられかけた。地上の人はホイットマンの死に気づいていなかったのであった。

## 事件の余波

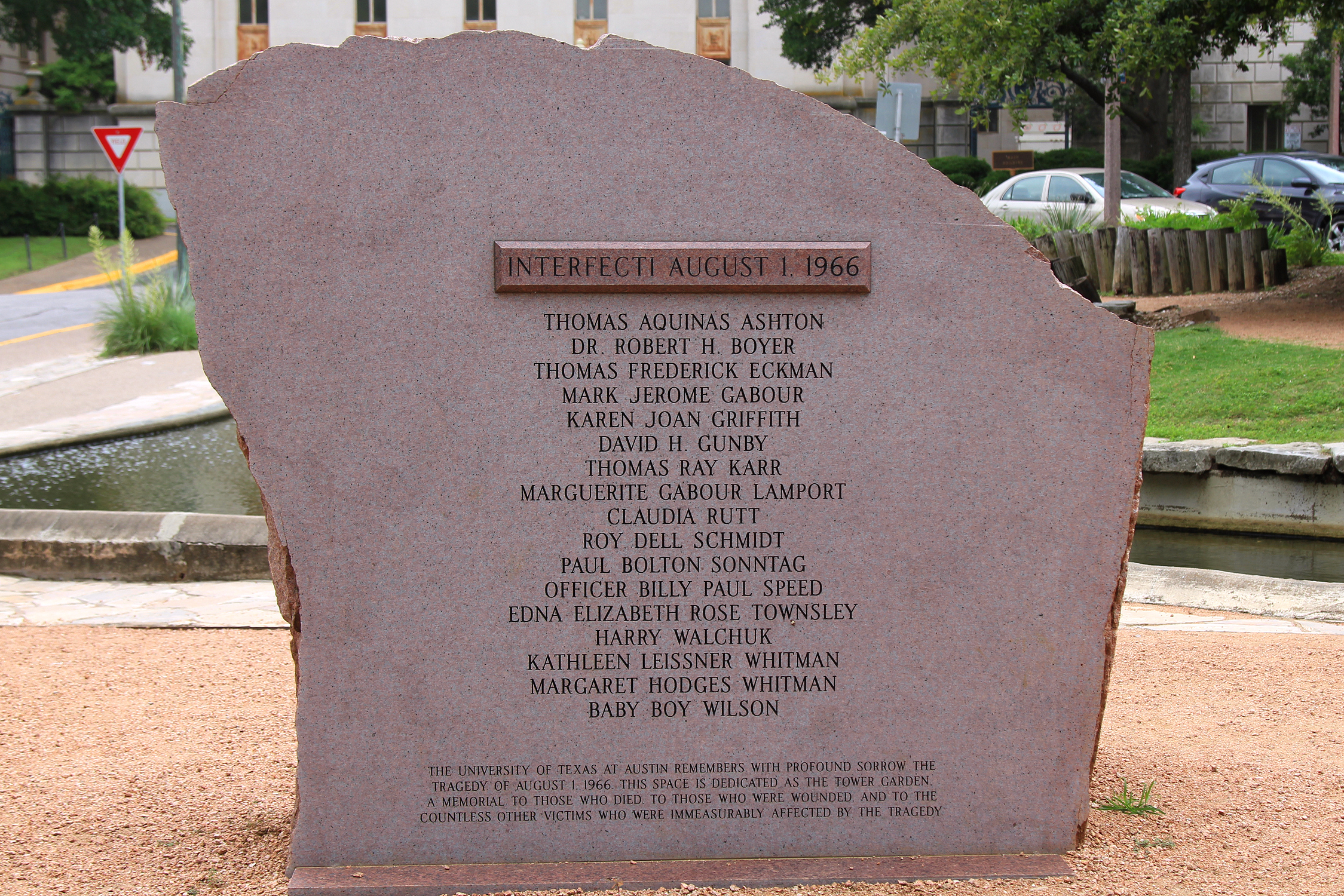
事件の記念碑

マルティネスとマッコイはオースティン市から勲章を授与された。
銃撃事件の後、時計塔の展望デッキは閉鎖された。銃撃の跡を補修した後、1968年に再開した。しかし、4件の自殺が発生し、1975年に再度閉鎖された。ステンレスの格子といった保安上の改善がなされた後、1999年に再開した。しかし、公開は事前予約の必要な案内人付きのツアーに限られた。観光客は必ず金属探知器にかけられる。
2006年、メモリアルガーデンが死者やそれ以外の事件から影響を受けた人々に捧げられた。2016年、つまり事件から50年の節目に、被害者の名前が刻まれた記念碑が設立された 。午前11時48分に塔の時計が24時間停止された。オースティン市はこの日を「ラミロ・マルティネスの日」(英: Ramiro Martinez Day) と宣言した。
2008年、オースティン警察署の銘板に、ホイットマンを止める助けになった人々の名前が追加された。銘板に刻まれた名前は次のとおりである。
| 氏名                                                                       |                          |                                          |
| -------------------------------------------------------------------------- | ------------------------ | ---------------------------------------- |
| ビリー・ポール・スピード                                                   | オースティン警察の警察官 | 塔の付近で銃殺                           |
| フィリップ・コナー (英: Phillip Conner)                                    | オースティン警察の警察官 | 塔に上った                               |
| ジェリー・デイ                                                             | オースティン警察の警察官 | 塔に上った                               |
| ラミロ・マルティネス                                                       | オースティン警察の警察官 | 塔に上った                               |
| ヒューストン・マッコイ                                                     | オースティン警察の警察官 | 塔に上った                               |
| ハロルド・モー (英: Harold Moe)                                            | オースティン警察の警察官 | 塔に上った                               |
| ジョージ・シェパード (英: George Shepard )                                 | オースティン警察の警察官 | 塔に上った                               |
| ミルトン・ショーキスト (英: Milton Shoquist)                               | オースティン警察の警察官 | 塔に上った                               |
| ウイリアム・A・(ダブ)・コーワン・ジュニア (英: William A. (Dub) Cowan Jr.) | テキサス公安局           | 塔に上った                               |
| アレン・クラム                                                             | 市民                     | 塔に上った                               |
| フランク・ホルダー (英: Frank Holder )                                     | 市民                     | 塔に上った                               |
| ウイリアム・ウイルコックス (英: William Wilcox)                            | 市民                     | 塔に上った                               |
| ジム・ボートウェル (英: Jim Boutwell)                                      | 市民                     | ホイットマンに撃たれた飛行機のパイロット |
| マリオン・リー (英: Marion Lee)                                            | オースティン警察の警部補 | 飛行機の中で監督した                     |

2014年、クレア・ウイルソンの殺害された息子の墓が、ノンフィクション作家のゲイリー・ラバーン (英: Gary Lavergne) により再発見された。その後、オースティン記念公園墓地 (英: Austin Memorial Park Cemetery) で墓石が贈られた。墓石には十字架が刻まれ、さらに"Baby Boy Wilson / August 1, 1966"と記されていた。

## エピソード
- 前年8月に発生したワッツ暴動と並び特殊部隊SWATが創設される契機となった事件である（当時、オースティン警察には機動隊に相当する部隊しかなかった）。
- 映画『フルメタル・ジャケット』において、海兵隊の教練指導官ハートマン軍曹（R・リー・アーメイ）が「チャールズ・ホイットマンは500ヤードの距離で柱の陰の男（地元警察の警官）を撃ち抜いた。あいつはどこで射撃を習った? もちろん海兵隊だ!」と、リー・ハーヴェイ・オズワルドの事柄と共に言及している。

## 関連作品
- 『殺人者はライフルを持っている!』（映画）

石油貯蔵タンク上からの乱射シーンは本事件をモデルとしており、犯人（主人公）役のティム・オケリーはチャールズ・ホイットマンに似ているため配役された。
- 『パニック・イン・テキサスタワー』（映画）

マッコイは自分がこの映画で臆病者として描写されていると主張し、訴訟を起こした。最終的に訴訟は棄却され、マッコイは弁護費用の支払いを命じられた。
- 『パニック・イン・スタジアム』（映画）

本事件をモデルとしたチャールトン・ヘストン主演のパニック映画。
- 『アメリカン・バイオレンス』（映画）

本事件を紹介している。
- 『大量殺人者』（ノンフィクション）
- 『Tower』（映画）

アメリカの作曲家のジェニファー・ジョリー (英: Jennifer Jolley) はThe Eyes of the World are Upon Youという楽曲を、2017年のテキサス大学オースティン校でのウィンドアンサンブルに向けて制作した。この作品は、銃撃事件の被害者に捧げられたものであり、また、2015年にテキサス州でキャンパスへの火器の持ち込みが認められたことへの反応でもあった。